# Skinheads Against Racial Prejudice
Skinheads Against Racial Prejudice («Caps Rapats contra el Prejudici Racial»), més conegut per l'acrònim SHARP que en anglès significa «esmolat» o «agut», és una agrupació de skinheads antiracistes i antifeixistes creada el 1987 a Nova York als Estats Units, amb el fi de millorar la imatge social del moviment, perjudicada pels skins d'ultradreta, anomenats boneheads que literalment significa «cap d'os», però que té el sentit que en català donem a l'expressió «cap buit».
El moviment va ser introduït a Europa per Roddy Moreno, cantant del grup musical d'Oi!, The Oppressed. El logotip conté un casc de guerrer troià, en al·lusió a l'empresa discogràfica Trojan Records, especialitzada en ska. Entre els grups catalans del moviment hi ha, entre d'altres els Decibelios i els Skatalà.
Als Països Catalans, un dels militants de SHARP coneguts va ser Guillem Agulló i Salvador (1974-1993), assassinat per un grup de feixistes. El 1993 a Nova York un grup de caps rapats més polititzats, els Red and Anarchist Skinheads (RASH) se'n va escindir.